# It’s Not Goodbye
It's Not Goodbye jest trzecim singlem na płycie włoskiej piosenkarki Laury Pausini. Piosenka została wydana na anglojęzycznej płycie w roku 2003.